# Areeta
Areeta è una stazione della linea 1 della metropolitana di Bilbao.
Si trova lungo Ibaigane Kalea, nel quartiere Las Arenas di Getxo.
Si trova vicino al Ponte di Vizcaya che unisce i comuni di Portugalete e Getxo.

## Storia
La stazione è stata inaugurata l'11 novembre 1995 con il primo tratto della linea 1.